# Billericay
Billericay is een civil parish in het bestuurlijke gebied Basildon, in het Engelse graafschap Essex. De plaats telt 27.998 inwoners.

## Geboren in Billericay
- Alison Moyet (1961), popzangeres
- Mark Foster (1970), zwemmer